# Jarsy
Jarsy – miejscowość i gmina we Francji, w regionie Owernia-Rodan-Alpy, w departamencie Sabaudia.
Według danych na rok 1990 gminę zamieszkiwały 172 osoby, a gęstość zaludnienia wynosiła 5 osób/km² (wśród 2880 gmin regionu Rodan-Alpy Jarsy plasuje się na 1451. miejscu pod względem liczby ludności, natomiast pod względem powierzchni na miejscu 155.).

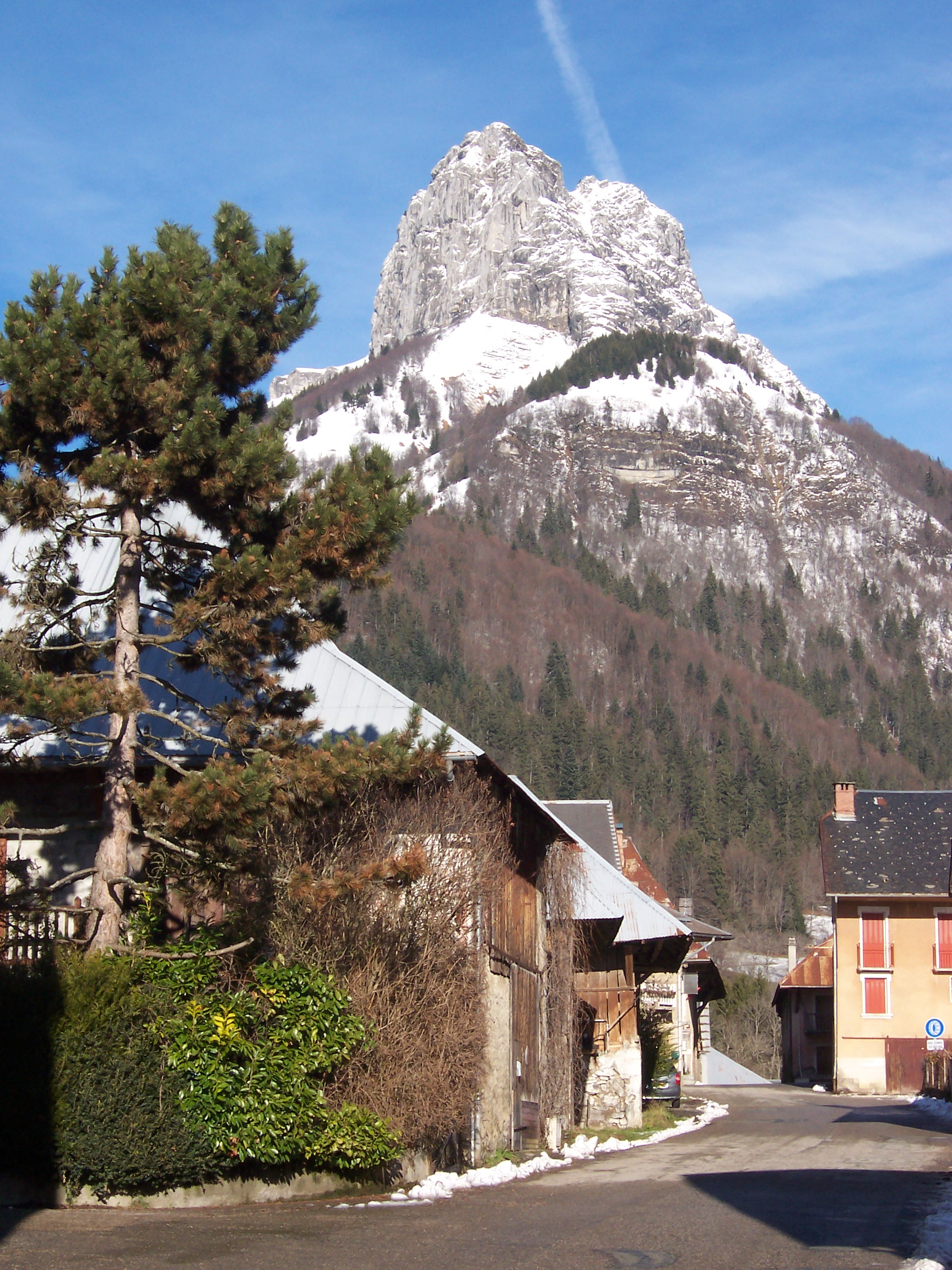
Jarsy, 2007